# Щутгарт
 Тази статия е за града в Германия.  За региона вижте Щутгарт (регион).  За футболния отбор вижте Щутгарт (отбор).
Щутгарт (на немски: Stuttgart) е град в Германия, столица на федералната провинция Баден-Вюртемберг. Със своите 612 441 жители (2014 г.) Щутгарт е шестият по големина град в Германия. Гъстотата на населението е 2954 д/km².
Щутгарт е седалище на фирмите „Robert Bosch GmbH“, „Daimler“ и мн. др.

## География
Щутгарт има пристанище на река Некар, първокласен жп възел и голямо международно летище на 14,5 km от града. Развити са автомобилната, военната, електротехническата, оптичната, полиграфската и химичната промишленост. Има академия на изкуствата, университет, издателски център и консерватория. Ежегодно се провеждат промишлени панаири.

## Население
Населението на Щутгарт намалява равномерно в периода от 1960 г. (637 539) до 2000 г. (586 978). Ниското ниво на безработица и атрактивните възможности за образование довеждат до ново увеличение на населението след този период. За пръв път от десетилетия, през 2006 г. се наблюдава по-голям относителен дял на раждаемостта от този на смъртността. През 2008 г. населението на града е 590 720 души.
Днес повече от половината от жителите нямат швабски произход. След 60-те години на 20 век много чужденци имигрират в Щутгарт като част от програма за увеличаване на заетостта. Друга вълна от имигранти се наблюдава през 90-те, като основна част от тях са бежанци от Югославия. През 2000 г. 22,8% от населението няма немско гражданство, а през 2006 г. броят намалява до 21,7%. Най-голямата чужда етническа група е тази на турците (22 025), следвана от гърци (14 341), италианци (13 978), хървати (12 985) и сърби (11 547).

## История
Първите сведения за града датират от 12 век. Най-старата и голяма част на Щутгарт е Канщат.

## Спорт
Представителният футболен отбор на града носи името ФФБ Щутгарт. Играе своите мачове на стадион „Мерцедес-Бенц-Арена“, който до 2008 г. се е казвал „Готлиб Даймлер“. Във ФФБ Щутгарт преминава по-голямата част от кариерата на българския футболист Красимир Балъков.

## Побратимени градове
- Бърно, Чехия
- Кайро, Египет
- Кардиф, Уелс
- Лодз, Полша
- Манзил Бургиба, Тунис
- Мумбай, Индия
- Самара, Русия
- Сейнт Луис, щат Мисури, САЩ
- Сейнт Хелънс, Англия
- Страсбург, Франция

## Известни личности
Родени в Щутгарт
- Грег Айлс (р. 1960), американски писател
- Георг Кристоф Грот (1716 – 1749), художник
- Гюнтер Йотингер (р. 1953), политик
- Георг Хегел (1770 – 1831), философ
- Вилхелм Хауф (1802 – 1827), писател
- Алберт Шот (1809 – 1847), фолклорист

Починали в Щутгарт
- Вилхелм Майбах (1846 – 1929), машинен инженер
- Йохан Готлиб Ньоремберг (1787 – 1862), физик
- Йозеф Зюс Опенхаймер (1698 – 1738), банкер
- Имануел Херман Фихте (1797 – 1879), философ
- Теодор Хойс (1884 – 1963), политик
- Вилхелм Хауф (1802 – 1827), писател
- Алберт Шот (1809 – 1847), фолклорист

Свързани с Щутгарт
- Васил Карагьозов (1856 – 1938), български учител, индустриалец, политик, общественик, дарител, почетен немски вицеконсул, секретар на Зографски манастир, Света гора, Атон, следва инженерно-технически науки (1871 – 1878)